# 翁心华
翁心华（1938年—），复旦大学附属华山医院感染科医生、终身教授。1962年毕业于上海第一医学院，同年进入华山医院工作。1984年接任戴自英，任华山医院传染科主任。2002年任中华医学会感染病学分会主任委员，2003年担任上海防控非典专家咨询组组长，2004年获“终身教授”荣誉称号。新冠疫情期间，参加上海市新冠肺炎临床救治专家组会议。曾获上海市劳动模范称号、白求恩奖章。有学生张文宏、卢洪洲、朱利平、陈澍等，也是张文宏的入党介绍人。